# جوزيف دين
جوزيف دين (بالإنجليزية: Joseph Dane)‏ هو محامي وسياسي أمريكي، ولد في 25 أكتوبر 1778 في بيفرلي في الولايات المتحدة، وتوفي في 1 مايو 1858. انتخب عضو مجلس نواب مين وانتخب عضو مجلس ولاية مين وانتخب عضو مجلس النواب الأمريكي.